# بيير ألين
بيير ألين (بالإنجليزية: Pierre Allen)‏ هو لاعب كرة قدم أمريكية أمريكي، ولد في 18 نوفمبر 1987 في دنفر في الولايات المتحدة.

## وصلات خارجية
- بيير ألين على موقع مرجع كرة القدم المحترفة.كوم (الإنجليزية)